# Nippocryptus himalayensis
Nippocryptus himalayensis är en stekelart som beskrevs av Jonathan 1999. Nippocryptus himalayensis ingår i släktet Nippocryptus och familjen brokparasitsteklar. Inga underarter finns listade i Catalogue of Life.